# Estadio Heraclio Tapia
Le stade Heraclio Tapia (ou stade Heraclio Tapia León) est un stade de football situé à Huánuco au Pérou. Il est inauguré en 1972. 
Propriété de la ville de Huánuco, le stade est le lieu de résidence des matchs à domicile de l'Alianza Universidad et du León de Huánuco. Il a une capacité est de 25 000 places assises.

## Événements
- Finale de la Copa Perú 2009
- Finale du Championnat du Pérou 2010